# Intelligence artificielle dans la fiction
L'intelligence artificielle est un thème qui est souvent abordé dans la science-fiction, qu'elle soit utopique, en mettant l'accent sur les avantages potentiels, ou dystopique, en mettant l'accent sur les dangers.
La notion de machines dotées d'une intelligence semblable à celle des humains remonte au moins au roman Erewhon de Samuel Butler paru en 1872. Depuis lors, de nombreux récits de science-fiction ont présenté différentes conséquences possibles liées à la création d’une telle intelligence, impliquant souvent la révolte des robots. On retrouve parmi les plus connus d'entre eux 2001, L'Odyssée de l'espace de Stanley Kubrick sorti en 1968 dans lequel figure l'ordinateur de bord meurtrier HAL 9000. Cette représentation contraste avec l'inoffensif R2-D2 issu du film Star Wars de George Lucas en 1977 et avec le robot éponyme de WALL-E présenté par Pixar en 2008.
Les scientifiques et les ingénieurs ont remarqué que de nombreux scénarios de science-fiction n'était pas réalistes, mais ont mentionné à plusieurs reprises des robots tirés de la fiction dans des articles de recherche sur l’intelligence artificielle, le plus souvent dans un contexte utopique.

## Contexte

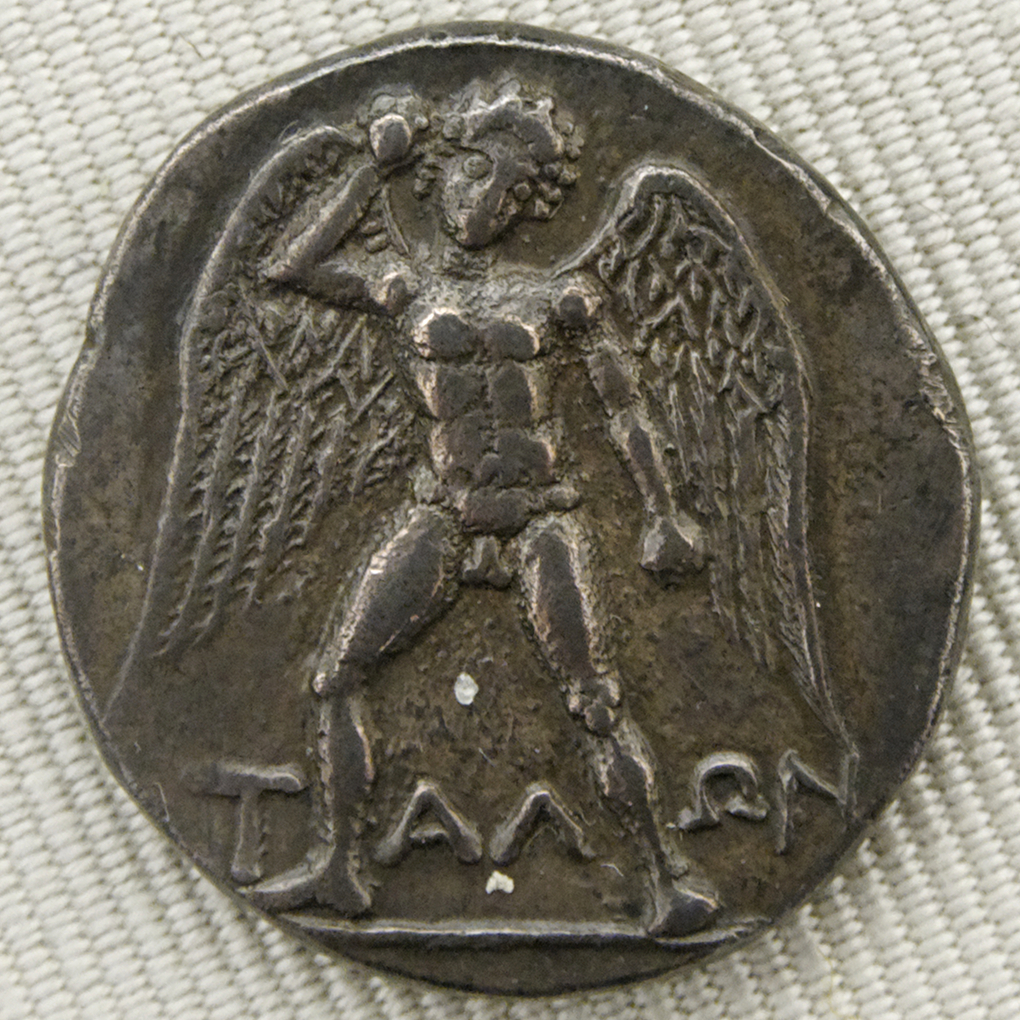
Une drachme antique représentant le Talos ailé, un automate ou un être artificiel de la mythologie grecque, vers. 300 av. J.-C.

La notion de robots avancés dotés d'une intelligence semblable à celle des humains remonte au moins jusqu'au roman Erewhon de Samuel Butler de 1872,. Le roman s'inspire d'un de ses précédents articles paru en 1863 intitulé Darwin Among the Machines dans lequel il soulevait la question du développement d'une éventuelle conscience chez les machines autoréplicatives qui pourraient remplacer les humains en tant qu'espèce dominante,. Des idées similaires ont également été abordées par d'autres auteurs de la même époque, notamment par George Eliot dans un chapitre de son dernier ouvrage Impressions of Theophrastus Such publié en 1879. Le monstre de Frankenstein de Mary Shelley (1818) a également été qualifié d'être artificiel, notamment par l'auteur de science-fiction Brian Aldiss. Dans l'antiquité classique, on imaginait déjà des êtres artificiels dotés d'une certaine forme d’intelligence,,.

## Visions utopiques et dystopiques
L'intelligence artificielle est l'intelligence démontrée par les machines, contrairement à l'intelligence naturelle dont disposent les humains et les autres animaux. C'est un thème récurrent dans la science-fiction, les chercheurs l'ont divisé en deux catégories : utopique, qui met l'accent sur les avantages potentiels, et dystopique, qui met l'accent sur les dangers,,.

### Visions utopiques

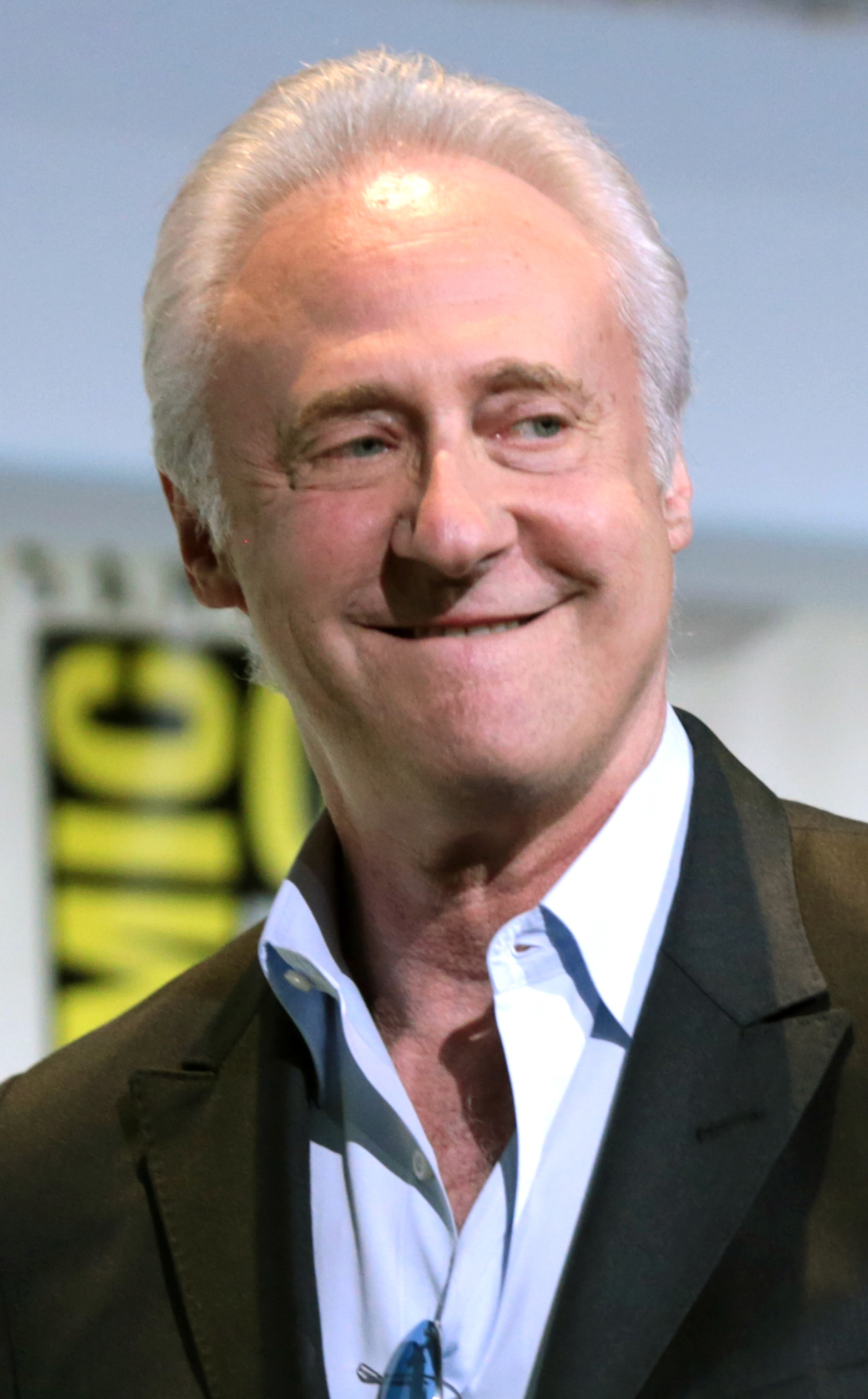
Brent Spiner a dépeint l'IA bienveillante Data dans Star Trek : La Nouvelle Génération.

Dans la science fiction, il est possible d'observer des visions optimistes de l’avenir de l’intelligence artificielle. On y observe notamment des IA amicales comme Robby dans Lost in Space de 1965 à 1968, Data dans Star Trek : La Nouvelle Génération de 1987 à 1994, et WALL-E de Pixar en 2008,. La série de romans Culture par Iain Banks illustre une société spatiale utopique et d'abondance peuplée d'êtres humanoïdes, d'extraterrestres et d'êtres avancés dotés d'une intelligence artificielle qui vivent dans des habitats socialistes à travers la Voie Lactée,. Des chercheurs de l’Université de Cambridge ont identifié quatre thèmes majeurs dans les scénarios utopiques mettant en scène l’IA : l’immortalité ou la durée de vie infinie, la facilité ou l'absence du besoin de travailler, la gratification ou la plaisir et le divertissement fournis par des machines, et enfin la domination ou le pouvoir de se protéger et de régner sur les autres.
Alexander Wiegel oppose le rôle de l'IA dans 2001, L'Odyssée de l'espace et dans le film Moon de Duncan Jones en 2009. Selon Wiegel, alors que le public ressentait une « paranoïa technologique » en 1968 et que l'IA HAL était vu comme un « tueur au sang-froid », le public est devenu beaucoup plus familier avec l'IA en 2009, et le GERTY du film devient « le sauveur silencieux » qui permet aux protagonistes de réussir, et qui se sacrifie pour leur sécurité.

### Visions dystopiques
Le chercheur Duncan Lucas écrit (en 2002) que les humains se méfient de la technologie qu'ils construisent et que, à mesure que les machines ont commencé à s'approcher de l'intellect et de la pensée, cette préoccupation s'aggrave. Il surnomme la vision dystopique de l'IA dans la fiction du début du XXe siècle « l'automate animé », citant comme exemples le film Frankenstein de 1931, Metropolis de 1927 et la pièce de théâtre R.U.R. de 1920. Il donne le nom de « matériel heuristique » à une approche de la fin du XXe siècle, en donnant l'exemple des œuvres 2001, L'Odyssée de l'espace, Les androïdes rêvent-ils de moutons électriques ?, Le Guide du voyageur galactique, et Les Robots. Lucas appelle « effet cyborg » le brouillage de la frontière entre le réel et le virtuel qui résulte des films illustrant l'effet de l'ordinateur personnel sur la science-fiction à partir des années 1980. Il cite comme exemples Neuromancien, Matrix, L'âge de diamant et Terminator.
Ridley Scott s'est concentré sur l'IA tout au long de sa carrière de réalisateur et cette dernière joue un rôle considérable dans ses films Prometheus, Blade Runner et la franchise Alien.

#### Complexe de Frankenstein
Une manière courante de représenter l'IA dans la science-fiction, et l'une des plus anciennes, est le complexe de Frankenstein. Ce terme a été inventé par Asimov pour décrire une situation où un robot se retourne contre son créateur. L'IA fictive est connue pour son extrême conformité malveillante. Par exemple, dans le film Ex machina de 2015 où l'entité intelligente Ava se retourne contre son créateur ainsi que contre son sauveur potentiel.

#### Révolte de l'IA

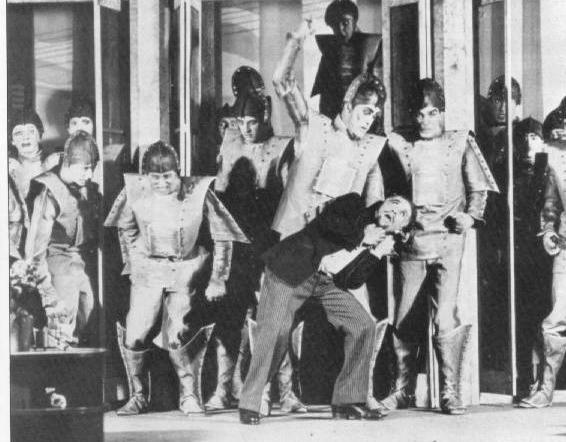
Les robots se révoltent dans la pièce de science-fiction RUR de Karel Čapek (1920)

Parmi les nombreux scénarios dystopiques possibles impliquant l’intelligence artificielle, les robots pourraient usurper le contrôle de la civilisation des humains, les forçant à se soumettre, à se cacher ou à disparaître. Dans les récits de révolte des robots, le scénario le plus catastrophique se produit, lorsque les entités intelligentes créées par l'humanité développent une conscience qui leur est propre, rejettent l'autorité humaine et tentent d'éradiquer les humains. The Wreck of the World (1889) de « William Grove » (pseudonyme de Reginald Colebrooke Reade) est peut-être le premier roman à aborder ce thème en mettant en scène des machines sentientes qui se révoltent contre la race humaine en l'an 1948. Karel Čapek a lui aussi été l'un des pionniers de cette vision dystopique, notamment dans sa pièce R.U.R. de 1920 où une race de robots esclaves autoréplicatifs se révoltent contre leurs maîtres humains,. Un autre exemple précurseur de ce scénario serait le robot de guerre dans le film Maître du monde de 1934 qui tue son propre inventeur.

HAL 9000 est l'impitoyable ordinateur de bord dans 2001, L'Odyssée de l'espace.

De nombreuses histoires de révoltes de science-fiction ont suivi, l'une des plus connues étant le film de Stanley Kubrick de 1968, 2001 : L'Odyssée de l'espace, dans lequel l'ordinateur de bord à l'intelligence artificielle HAL 9000 connait une défaillance critique lors d'une mission spatiale et tue tout l'équipage à l'exception du commandant du vaisseau spatial qui parvient à le désactiver.
Dans sa nouvelle intitulée Je n'ai pas de bouche et il faut que je crie, lauréate d'un prix Hugo en 1967, Harlan Ellison décrit la possibilité qu'un ordinateur sentient (appelé Adaptive Manipulator ou "AM" dans l'histoire) soit tout aussi mécontent et insatisfait de son existence insipide et sans fin que l’auraient été ses créateurs humains. Pris de rage, "AM" en vient finalement à s'en prendre aux quelques humains restants, qu'il considère comme les responsables directs de son propre ennui, de sa colère et de son malheur.
Certains avances d'autres idées, comme dans le roman cyberpunk Neuromancien de William Gibson de 1984 : les êtres intelligents pourraient simplement être indifférents aux humains.

#### Sociétés contrôlées par l’IA
La raison qui pousse l’IA à la révolte va souvent au-delà de la simple quête de pouvoir ou d’un complexe de supériorité. Les robots pourraient se révolter afin de devenir les « gardiens » de l’humanité. Alternativement, l’humanité pourrait décider d'abandonner un certain contrôle de son plein gré, craignant sa propre nature destructrice. Jack Williamson est l'un des premiers à illustrer cette idée dans son roman intitulé Les Humanoïdes paru en 1948, dans lequel une race de robots humanoïdes décident de prendre le contrôle de tous les aspects de la vie humaine au nom de leur première directive : « servir, obéir et protéger les hommes de tout danger ». Les humains ne peuvent alors plus adopter le moindre comportement susceptible de les mettre en danger, et chaque action humaine est scrupuleusement examinée. Les humains qui résistent à la Première Directive sont capturés et lobotomisés afin qu'ils puissent être heureux sous le nouveau règne des mécanoïdes. Bien que toujours sous l'autorité humaine, la loi zéro des trois lois de la robotique d'Isaac Asimov impliquait également une supervision bienveillante par des robots.

#### Domination humaine
Dans d'autres scénarios, l'humanité parvient à garder le contrôle de la Terre, que ce soit en interdisant l'IA, en concevant des robots soumis (comme dans les travaux d'Asimov) ou en fusionnant les humains avec les robots. Le romancier de science-fiction Frank Herbert a conceptualisé une époque où l'humanité déciderait d'interdire complètement l'intelligence artificielle (voire, dans certaines interprétations, toutes formes de technologie informatique, même les circuits intégrés). Sa série Dune mentionne une rébellion appelée le Jihad butlérien où l'humanité bat les machines intelligentes et impose la peine de mort à ceux qui essaieraient de les créées à nouveau, citant une fictive Bible catholique orange : « Tu ne feras pas une machine à l'image d'un esprit humain ». Dans les romans de la série Dune publiés après sa mort (Les Chasseurs de Dune, Le Triomphe de Dune), un esprit collectif rebel de l'intelligence artificielle réapparaît afin de se venger des événements du Jihad butlérien et d'anéantir l'humanité.
Dans certaines histoires, l’humanité garde son autorité sur les robots. Souvent, les robots sont programmés spécifiquement pour rester au service de la société, comme dans les Trois lois de la robotique d'Isaac Asimov. Dans les films Alien, non seulement le système de contrôle du vaisseau spatial Nostromo est quelque peu intelligent (l'équipage l'appelle « Mother »), mais il y a aussi dans la société des androïdes appelés « synthétiques» ou « androïdes synthétiques », qui sont des imitations si parfaites des humains qu’elles ne font l’objet d’aucune discrimination,. De façon similaire, TARS et CASE d'Interstellar possèdent des émotions et un humour qui simulent ceux des humains mais restent conscient qu'ils sont remplaçables.

#### Réalité simulée
La réalité simulée est devenue un thème récurrent dans la science-fiction, comme le montre le film Matrix de 1999 qui décrit un monde dans lequel des robots à intelligence artificielle asservissent l'humanité dans une simulation du monde moderne.

## Réception

### Invraisemblance
Des ingénieurs et des scientifiques se sont penchés sur la manière selon laquelle l’IA était présentée dans la fiction. Dans des films comme Ex machina de 2014 ou Chappie de 2015, un génie isolé parvient à construire à lui seul la première intelligence artificielle générale; les scientifiques du monde réel estiment que cela à peu de chance de se produire. Dans Chappie, Transcendence et Tron, il est possible de télécharger des esprits humains dans des corps artificiels ou virtuels; en général, aucune explication raisonnable n’est donnée quant à la manière dont cette tâche pourtant difficile pourrait être accomplie. Dans les films I, Robot et L'Homme bicentenaire, les robots programmés pour servir les humains se donnent spontanément de nouveaux objectifs, sans explication plausible de la manière dont cela s'est produit. Lors de son analyse de Rivière des Dieux écrit par Ian McDonald en 2004, Krzysztof Solarewicz identifie les diverses façons dont l'auteur décrivait les IA, notamment « l'indépendance et l'inattendu, la maladresse politique, l'ouverture à l'étranger et la valeur occidentale de l'authenticité ».

### Types de mentions

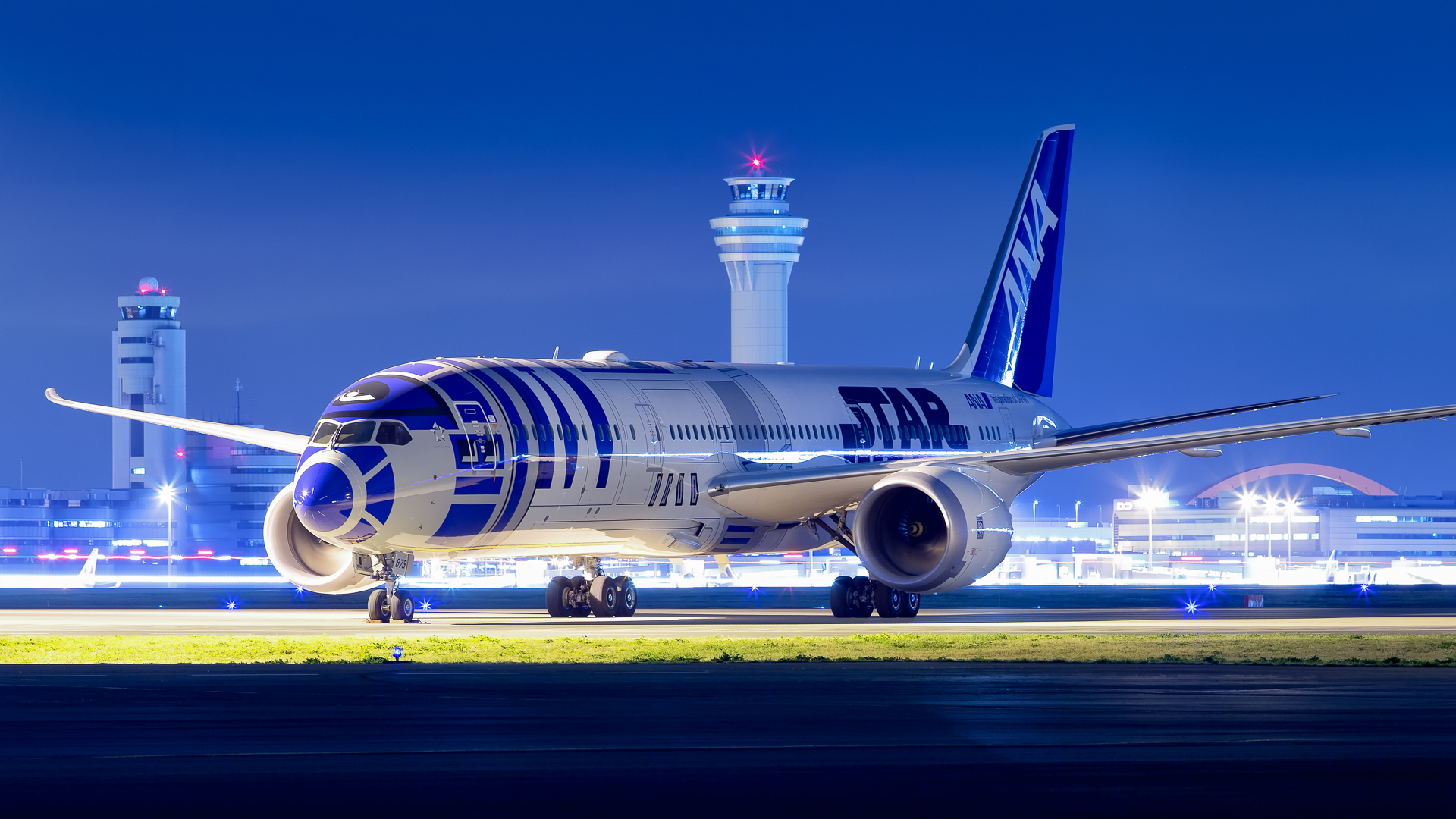
Certains robots fictifs tels que R2-D2 ont été considérés comme utopiques, ce qui les rend populaires, notamment auprès des ingénieurs. En 2015, All Nippon Airways a dévoilé ce Boeing 787-9 sur le thème de R2-D2.

Le chercheur en robotique Omar Mubin et ses collègues ont étudié les mentions dans le domaine de l'ingénierie du top 21 des robots fictifs selon l'Université Carnegie-Mellon et la liste IMDb. WALL-E a été mentionné à 20 reprises, suivi de HAL 9000 avec 15 mentions, puis de R2-D2 de Star Wars avec 13 mentions et enfin de Data avec 12 mentions. Le T-800 de Terminator n'a quant à lui été mentionné qu'à 2 reprises. Sur un total de 121 mentions, 60 étaient utopiques, 40 étaient neutres et 21 étaient dystopiques. HAL 9000 et Skynet ont fait l'objet de mentions à la fois utopiques et dystopiques. Dans un article, par exemple, HAL 9000 était considéré comme dystopique « parce que ses concepteurs n'avaient pas réussi à correctement hiérarchiser ses objectifs ». Alors que dans un autre, il était considéré comme utopique car « l'interface de chatbot conversationnel d'un système réel [manquait] d'un niveau d'intelligence comparable à celui de HAL 9000 et il existait une ambiguïté dans la manière selon laquelle l'ordinateur interprétait ce que l'humain essayait de communiquer ». Les mentions utopiques, souvent de WALL-E, étaient associées à l’intention d’améliorer la communication avec les lecteurs et, dans une moindre mesure, à inspirer les auteurs. WALL-E a été mentionné plus fréquemment que n'importe quel autre robot dans des passages sur le thème des émotions (suivi par HAL 9000), de la parole (suivi par HAL 9000 et R2-D2), des gestes physiques et de la personnalité. Skynet était le robot le plus souvent mentionné pour son intelligence, suivi de HAL 9000 et de Data. Mubin et ses collègues ont indiqué penser que les scientifiques et les ingénieurs évitaient les mentions dystopiques des robots, peut-être par « réticence motivée par l'inquiétude » ou simplement par « manque de sensibilisation sur le sujet ».

### Représentations de créateurs d'IA
Les chercheurs ont relevé que les créateurs d’IA issus de la fiction sont majoritairement des hommes : dans les 142 films les plus influents mettant en scène l’IA entre 1920 et 2020, seuls 9 des 116 créateurs d’IA représentés étaient des femmes (soit 8 %). Ces créateurs sont décrits comme des génies solitaires (par exemple, Tony Stark dans les films Iron Man), associés à l'armée (par exemple, Le Cerveau d'acier) et aux grandes entreprises (par exemple, I, Robot), ou créant une IA très similaire aux humains pour remplacer un être cher perdu ou pour servir de partenaire amoureux idéal (par exemple, Les Femmes de Stepford).